# 영 건 2
《영 건 2》(영어: Young Guns II)는 1990년 공개된 미국의 서부극 액션 영화이다. 《영 건》(1988)의 속편이다.

## 줄거리
1950년, 변호사 찰스 페일런은 70년 전 뉴멕시코 준주 주지사가 약속했던 사면을 받고 싶다는 노인 "브러시 빌" 로버츠로부터 연락을 받는다. 빌이 1881년에 죽은 것으로 알려진 유명한 무법자 "빌리 더 키드"라는 주장에 회의적인 페일런은 증거를 요구한다.
빌의 이야기는 빌리 더 키드가 "아칸소" 데이브 루더바, 팻 개릿과 새로운 갱단을 결성한 1879년으로 거슬러 올라간다. 링컨군 전쟁 후 뉴멕시코 주지사 루 월리스는 전쟁 관련자들의 체포 영장을 발부하고, 빌리의 옛 동료 "독" 스컬록이 체포되어 호세 차베스 이차베스, 그리고 옛 적들과 함께 감옥에 갇힌다.
뉴멕시코에서 수배 대상 1순위가 된 빌리는 주지사 월리스와 만나 돌런-머피 파벌에 불리한 증언을 하면 사면을 해주겠다는 약속을 받지만, 함정에 빠져 증언 기회도 없이 체포된다. 빌리는 탈출하여 데이브, 개릿과 함께 독과 차베스를 구출하고, 자신이 아는 길인 "멕시칸 블랙버드"라는 게 있다며 일행을 멕시코로 이끈다. 도망 중 이들은 농부 헨드리 윌리엄 프렌치와 십대 양키 톰 오폴리어드를 새 일원으로 받아들이고, 개릿은 하숙집을 열기 위해 남기로 한다.
빌리는 옛 동료 존 치섬에게 빚을 갚으라고 요구하며 치섬의 부하 둘을 죽인다. 분노한 치섬은 월리스와 손을 잡고, 개릿에게 링컨군 보안관직과 1,000 달러를 제안하며 빌리를 잡아오라고 요청한다. 개릿은 빌리 추격대를 조직하고, 빌리는 개릿을 도발하는 메시지를 남긴다. 루더바는 아파치족 매장지를 파헤치려다 멕시코계 원주민 차베스와 칼싸움을 벌인다.
빌리 일행은 화이트오크스 매춘소에서 밤을 보내고, 마을 사람들은 독과 차베스를 내놓으라고 요구한다. 빌리는 부관을 차베스로 위장시켜 내보내 사살당하게 만든다. 개릿은 매춘소를 불태우고 빌리 일행을 추격한다. 개릿이 톰을 쏴 죽이자 빌리는 멕시칸 블랙버드는 일행을 붙잡아 두기 위한 속임수였다고 밝힌다. 독은 떠나려다 개릿 부하의 총에 맞고, 친구들을 탈출시키려고 희생한다. 차베스는 부상을 입고, 빌리는 포로로 잡힌다.
빌리는 사형을 선고받고 감옥에 갇히지만 옛 동료 제인의 도움으로 탈출하여 포트섬너로 도망친다. 빌리는 다시 모인 일행을 만나지만, 데이브는 이미 멕시코로 도망친 뒤이고 차베스는 죽음을 맞이한다. 그날 밤 비무장 상태의 빌리는 개릿과 마주치고, 자신을 멕시코로 도망치게 해주고 당국에는 그가 빌리를 죽였다는 허위 보고를 해달라고 제안한다. 하지만 개릿은 빌리가 다시 미국으로 돌아올 것을 확신하여 거절하고 빌리의 등을 쏜다. 빌리는 다음 날 매장되고, 개릿의 말은 누군가에게 도난당한다.
1950년, 브러시 빌은 자신이 빌리 더 키드임을 확신시키며 이야기를 마무리한다. 후일담은 이후 데이브가 멕시코에서 참수당했고, 개릿은 책을 냈지만 실패하였고 1908년 총에 맞아 죽었으며, 브러시 빌은 뉴멕시코 주지사를 만났지만 신뢰를 얻지 못하고 한 달도 안 되어 죽었다고 전한다. 그가 진짜 빌리 더 키드였는지는 여전히 수수께끼로 남아있다.

## 출연
- 에밀리오 에스테베즈 - 윌리엄 H. "빌리 더 키드" 보니 역
- 키퍼 서덜랜드 - 조사이아 고든 "독" 스컬록 역
- 루 다이아몬드 필립스 - 호세 차베스 이차베스 역
- 크리스천 슬레이터 - "아칸소" 데이브 루더바 역
- 윌리엄 피터슨 - 팻 개릿 역
- 앨런 럭 - 헨드리 윌리엄 프렌치 역
- 제임스 코번 - 존 치섬 역
- 밸서자 게티 - 톰 오폴리어드 역
- 제니 라이트 - 제인 그레이트하우스 역
- 잭 키호 - 애슈먼 업슨 역
- 로버트 네퍼 - 칼라일 보안관보 역
- 비고 모텐슨 - 존 W. 포 역
- 트레이시 월터 - 비버 스미스 역
- 브래들리 휫퍼드 - 찰스 페일런 역
- 스콧 윌슨 - 루 월리스 주지사 역
- 리언 리피 - 밥 올링거 보안관보 역
- 리처드 시프 - 랫 백 역
- 진저 린 - 도브 역
- 존 본 조비 - 강도 역

## 우리말 녹음
| KBS 성우진 (1994년 5월 28일) - 장세준 - 빌리(에밀리오 에스테베즈) - 최병상 - 루더바(크리스천 슬레이터) - 홍시호 - 독(키퍼 서덜랜드) - 강수진 - 차베스(루 다이아몬드 필립스) - 김병관 - 이근욱 - 문영래 - 이정구 - 장승길 - 강구한 - 임성표 - 박규웅 - 함수정 - 김승준 - 김은아 | MBC 성우진 (2000년 2월 27일) - 이인성 - 빌리(에밀리오 에스테베즈) - 권혁수 - 독(키퍼 서덜랜드) - 김영선 - 차베스(루 다이아몬드 필립스) - 안지환 - 데이브(크리스천 슬레이터) - 김태훈 - 존 치섬(제임스 코번) - 박지훈 - 개릿(윌리엄 피터슨) - 박선영 - 제인(제니 라이트) - 김호성 - 토미(밸서자 게티) - 이승환 - 이진홍 - 이철용 - 장성호 - 김용준 - 송준석 - 최수진 - 김서영 - 표영재 |  |